# L'Anse-Saint-Jean
L'Anse-Saint-Jean es un municipio canadiense situado en la provincia de Quebec.

## Superficie
L'Anse-Saint-Jean tiene una superficie de 501,79 km².

## Demografía
En 2021, tenía 1301 habitantes, una densidad poblacional de 2,6 hab./km², y 961 viviendas.